# Chante hier pour aujourd'hui
 (février 2008).
Si vous disposez d'ouvrages ou d'articles de référence ou si vous connaissez des sites web de qualité traitant du thème abordé ici, merci de compléter l'article en donnant les références utiles à sa vérifiabilité et en les liant à la section « Notes et références ».
Albums de Candan Erçetin
Neden Remix
Dans son album Chante Hier Pour Aujourd'hui, Candan Erçetin revisite à sa manière des classiques de la chanson française, et traduit sa chanson Korkarım en Il Me Semble.

## Liste des chansons
1. Non, je ne regrette rien (Marc Hayel, Charles Dumont, Michel Vaucaire) - 2:15
2. Hier encore (Charles Aznavour) - 3:06
3. Parole (Michaele, M. Chiosso, Gianni Ferrio) - 4:43
4. Le Métèque (Georges Moustaki) - 3:59
5. Ne me quitte pas (Jacques Brel) - 3:54
6. Johnny Tu N'es Pas Un Ange (v:1) (Francis Lemarque, Les Paul) - 3:56
7. Avant de nous dire adieu (M. Mallory, J. Renard) - 5:08
8. Padam... Padam... (Glanzberg, Contet) - 2:52
9. La Bohème (Charles Aznavour) - 5:28
10. Et maintenant (Pierre Delanoe, Gilbert Becaud) - 4:49
11. La Vie en rose (Édith Piaf, Louiguy) - 3:44
12. Milord (Georges Moustaki, Marguerite Monnot) - 3:52
13. Il Me Semble (Aylin Atalay, Neslihan Engin, Candan Erçetin) - 3:17
14. Johnny Tu N'es Pas Un Ange (v:2) (Francis Lemarque, Les Paul) - 3:00